# Physiologie du mariage
Physiologie du mariage is een essay geschreven door Honoré de Balzac. Het werk verscheen in 1829 onder de naam Physiologie du mariage ou méditations de philosophie éclectique, sur le bonheur et le malheur conjugal, publiées par un jeune célibataire bij uitgeverij Levavasseur et Urbain Canel. In 1826 had De Balzac overigens al een eerste versie geschreven.
Het essay geeft een satirische kijk op ontrouw in het huwelijk en behandelt zowel de oorzaken als de oplossing. Het werk is een onderdeel van de La Comédie humaine en valt daar binnen de categorie Études analytiques. Het was het begin van het genre fysiologie.